# Livo, Trento
Livo är en ort och kommun i provinsen Trento i regionen Trentino-Sydtyrolen i Italien. Kommunen hade 804 invånare (2018).